# تپه دوگردو
تپه دوگردو مربوط به دوران‌های تاریخی پس از اسلام است و در شهرستان‌آباده، جاده بهمن به سمیرم، نرسیده به دو راهی اران واقع شده و این اثر در تاریخ ۱۹ اسفند ۱۳۸۰ با شمارهٔ ثبت ۴۹۰۰ به‌عنوان یکی از آثار ملی ایران به ثبت رسیده است.